# Biblioteca Carlos Benjamin de Lyra
A Biblioteca Carlos Benjamin de Lyra é a biblioteca do Instituto de Matemática e Estatística da Universidade de São Paulo (IME). Sua inauguração ocorreu no ano de 1970. A biblioteca do IME-USP é uma das 48 bibliotecas universitárias que compõe o Sistema Integrado de Bibliotecas da Universidade de São Paulo, atualmente chamado de Agência de Bibliotecas e Coleções Digitais (ABCD).

## Acervo
Além do amplo número de obras que tratam os diferentes ramos da matemática, a Biblioteca conta com um acervo especializado em matemática aplicada, estatística, ciência da computação e ensino da matemática. Com aproximadamente 230.300 itens, seu acervo é composto por livros, teses e dissertações, fascículos de periódicos, relatórios técnicos, CDs e DVDs.
O acervo é organizado a partir de uma adaptação da Classificação da Biblioteca do Congresso, que teve como assessoria para a definição da tabela de assuntos os professores do IME-USP.
A biblioteca recebeu a doação de coleções de pesquisadores renomados da área, como as coleções especiais de Benedito Castrucci, Daniel Henry e Marta Bunge, que receberam uma identificação própria entre os itens que compõe o acervo.
A Biblioteca do IME presta seus serviços à comunidade USP, e em particular aos alunos, docentes e funcionários do IME-USP. É aberta ao público em geral para consultas ao acervo e uso de seus espaços para estudos.

## Serviços oferecidos
Entre os principais serviços oferecidos para os inscritos na Biblioteca, destacam-se:
- o empréstimo domiciliar, renovações e reservas online;
- a localização de artigos em bases de dados, repositórios e bibliotecas digitais;
- a obtenção de cópias de materiais em outras bibliotecas do Brasil (Comut);
- o empréstimo entre bibliotecas EEB (USP Interior, UNESP, UNICAMP e outras bibliotecas conveniadas);
- a orientação para trabalhos acadêmicos, referências e citações;
- a elaboração de ficha catalográfica;
- o treinamentos para uso dos recursos informacionais (bases de dados, revistas eletrônicas, e-books);
- a promoção de visitas guiadas e workshops;
- a solicitação de ISBN para publicações do IME-USP.
- o apoio na divulgação do periódico São Paulo Journal of Mathematical Sciences.
- o registro da produção científica da comunidade IME-USP.[9]

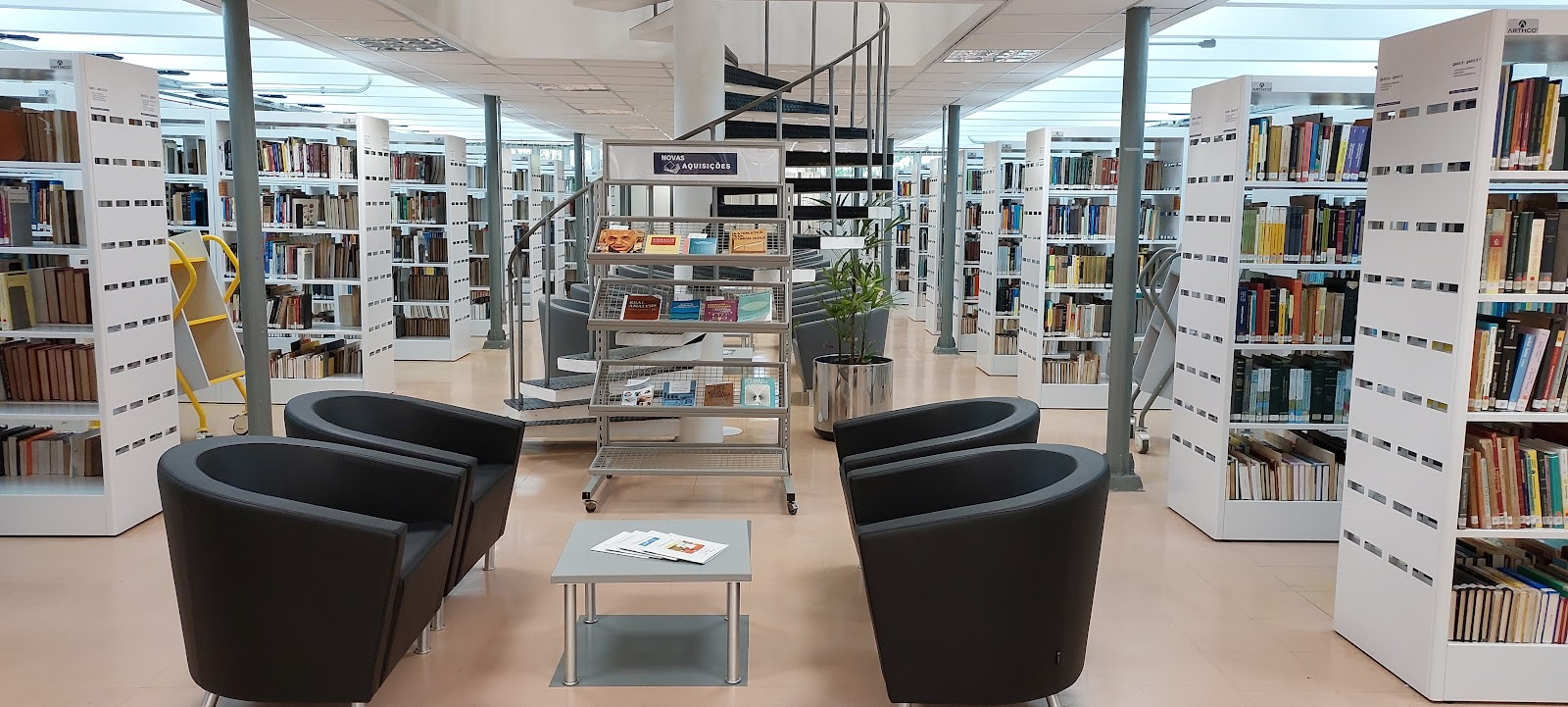
Acervo da Biblioteca do IME-USP

## Consultas ao acervo
Para consultar o acervo físico da Biblioteca do IME e das demais Bibliotecas da USP é necessário acessar o catálogo online DEDALUS ou o Portal de Busca Integrada USP que contempla o acervo físico, digital e assinaturas de bases de dados.

## Apoio ao Pesquisador
A Biblioteca oferece atendimento personalizado para o pesquisador do IME auxiliando-o na busca por artigos de periódicos, levantamentos bibliográficos, criação de identificadores digitais de autor, entre outros, por meio do serviço de referência ao usuário realizado por bibliotecários.
A Agência de Bibliotecas e Coleções Digitais (ABCD), antigo SIBiUSP – Sistema Integrado de Bibliotecas da Universidade de São Paulo –, possui uma área em seu portal destinada a apoiar as atividades dos pesquisadores, onde traz informações sobre escrita científica, bases de dados, identificação do pesquisador, agências e oportunidades de financiamento, prevenção do plágio, gerenciadores de referências, entre outros.